# Matěj Šust
Matěj Šust (* 14. září 1991, Hradec Králové) je český tanečník, choreograf, taneční pedagog a první sólista baletu Národního divadla v Praze. Je držitelem Ceny Thálie za rok 2023.

## Životopis
V roce 2011 absolvoval Taneční konzervatoř v Praze a týž rok se stal členem sboru baletu Národního divadla v Praze. V roce 2013 se stal demisólistou, v roce 2015 sólistou. Za ztvárnění role Merkucia v pražské premiéře baletu Johna Cranko Romeo a Julie se stal prvním sólistou baletu Národního divadla v Praze. Za ztvárnění Prince v baletu Popelka obdržel v roce 2023 cenu Thálie. Vystupuje s taneční skupinou DEKKADANCERS.